# Nhandu coloratovillosus
Nhandu coloratovillosus là một loài nhện trong họ Theraphosidae.
Loài này thuộc chi Nhandu. Nhandu coloratovillosus được Joachim Schmidt miêu tả năm 1998.

## Hình ảnh

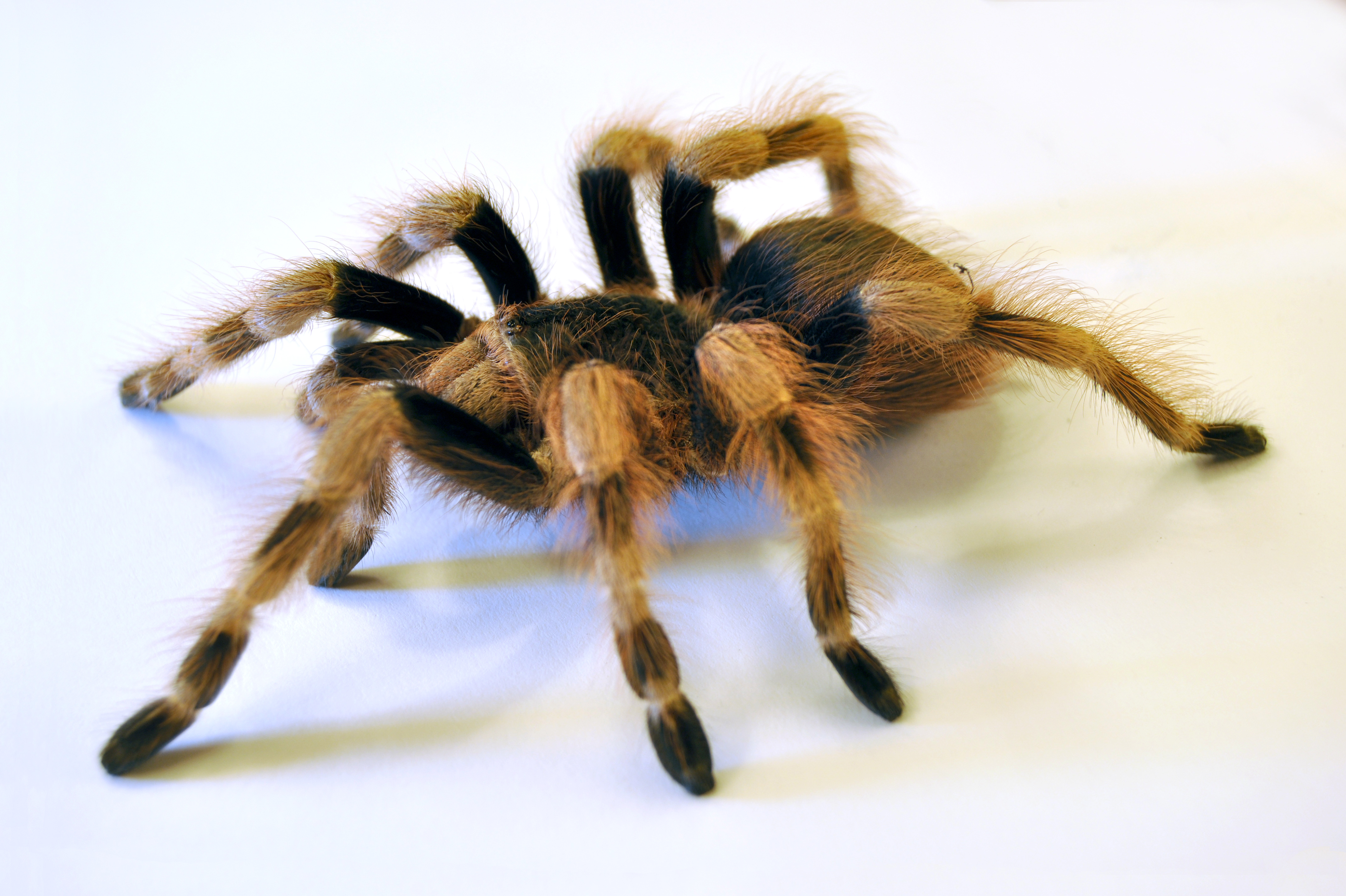
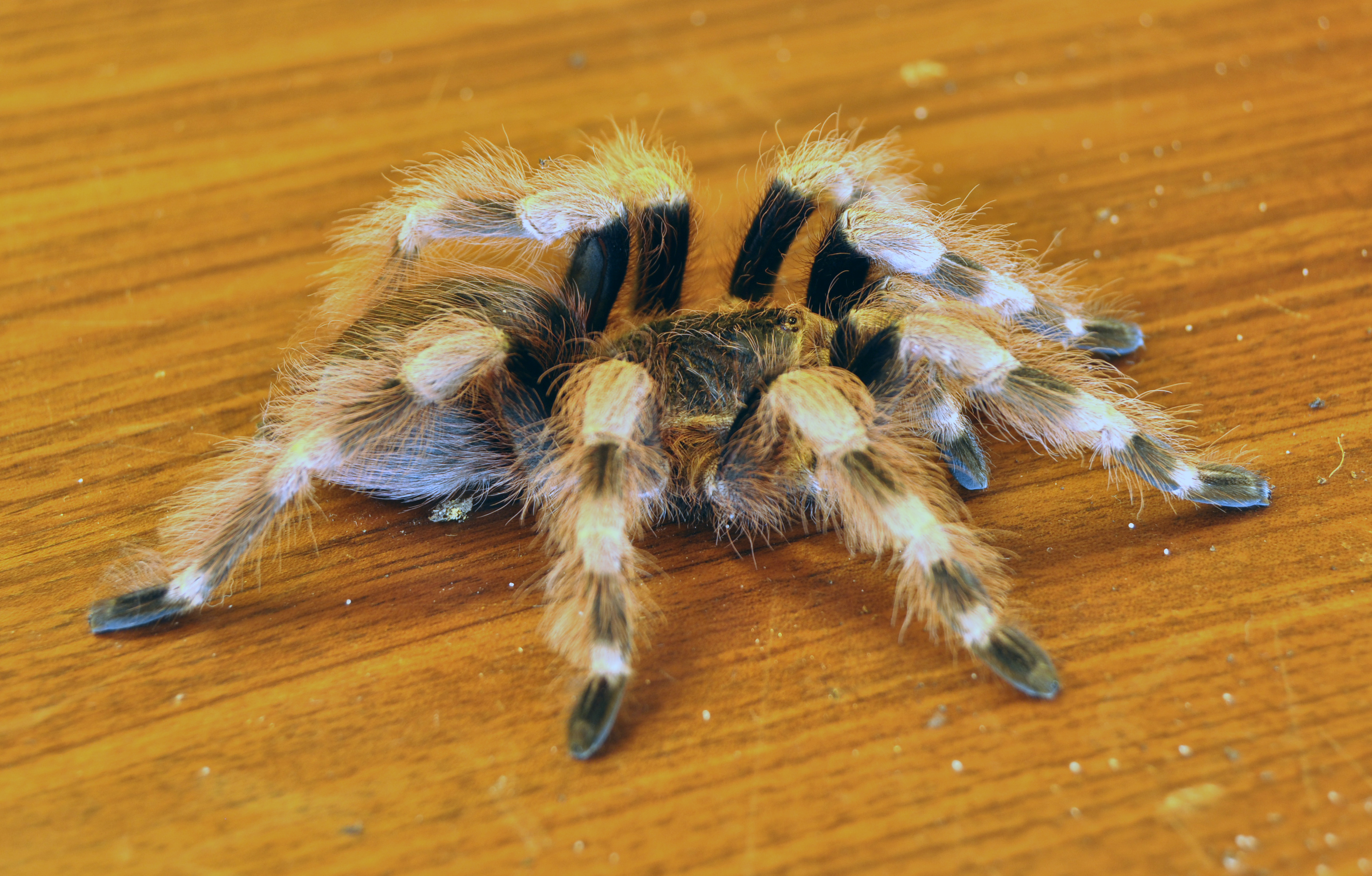